# مطار مرسى مطروح الدولي
مطار مرسى مطروح (إياتا: MUH، إيكاو: HEMM)، هو مطار دولي يخدم مدينة مرسى مطروح، يضم المطار أيضا قاعدة عسكرية. يبعد عن المدينة حوالي 2 كم في الاتجاه الجنوبي الغربي، وهو من ضمن المطارات التي سلمها الجيش البريطاني لمصلحة الطيران في عام 1954.

## مبنى الركاب
- سعة مبنى الركاب: سعة 300 راكب/ ساعة.
- مسطح مبنى الركاب: حوالي 1570 م².
- مسطح إجراءات السفر: حوالي 460 م².
- مسطح صالة السفر الدولي/الداخلي: 460 م².
- مسطح صالة الوصول الدولي/الداخلي: 650 م².
- الكاونتر: عدد 3 كاونتر لاجراءات السفر.
- الترماك: عدد 2 موقف طائرات متوسطة الحجم.

## شركات و خطوط الطيران
| شركـات طيـران           | الوجهات                                                                            |
| ----------------------- | ---------------------------------------------------------------------------------- |
| إير كايرو               | موسمي: مطار القاهرة الدولي موسمي عارض: مطار براتيسلافا الدولي                      |
| طيران صربيا             | موسمي عارض: مطار بلغراد نيكولا تسلا                                                |
| نيوس                    | موسمي: مطار بولونيا، مطار مالبينسا، مطار ليوناردو دا فينشي، Verona                 |
| خطوط ترافل سيرفس الجوية | موسمي عارض: مطار براتيسلافا الدولي، Brno، مطار كاتوفيتشي، مطار فاكلاف هافيل الدولي |

## قاعدة مرسي مطروح الجوية
القاعدة العسكرية الملحقة بالمطار هي مقر اللواء الجوي 102 والذي يتكون من:
السرب 26: يستخدم الطائرات إف - 7 ، إف تي - 7.
السرب 82: يستخدم الطائرات ميراج 2000 الطرازان (BM) و(EM).